# Brook (Indiana)
Brook es un pueblo ubicado en el condado de Newton en el estado estadounidense de Indiana. En el Censo de 2010 tenía una población de 997 habitantes y una densidad poblacional de 572,83 personas por km².

## Geografía
Brook se encuentra ubicado en las coordenadas 40°51′58″N 87°21′57″O / 40.86611, -87.36583. Según la Oficina del Censo de los Estados Unidos, Brook tiene una superficie total de 1.74 km², de la cual 1.72 km² corresponden a tierra firme y (1.34%) 0.02 km² es agua.

## Demografía
Según el censo de 2010, había 997 personas residiendo en Brook. La densidad de población era de 572,83 hab./km². De los 997 habitantes, Brook estaba compuesto por el 92.08% blancos, el 0.1% eran afroamericanos, el 0.7% eran amerindios, el 0.2% eran asiáticos, el 0.2% eran isleños del Pacífico, el 5.92% eran de otras razas y el 0.8% pertenecían a dos o más razas. Del total de la población el 10.03% eran hispanos o latinos de cualquier raza.